# FlashGet
 (mai 2025).
Motif : Pas de sources secondaires, notoriété à prouver
- Archive Wikiwix
- Bing
- Cairn
- DuckDuckGo
- E. Universalis
- Gallica
- Google
- G. Books
- G. News
- G. Scholar
- Persée
- Qwant
- (zh) Baidu
- (ru) Yandex
- (wd) trouver des œuvres sur Wikidata

| 1. | Préciser le motif de la pose du bandeau. | Précisez le motif de la pose du bandeau en utilisant la syntaxe suivante : {{admissibilité à vérifier\|date=mai 2025\|motif=remplacez ce texte par le motif}}                 |
| 2. | Informer les utilisateurs concernés.     | Pensez à avertir le créateur de l'article, par exemple, en insérant le code ci-dessous sur sa page de discussion : {{subst:avertissement admissibilité à vérifier\|FlashGet}} |

FlashGet (anciennement JetCar) est un gestionnaire de téléchargement disponible sur Windows et .
Il intègre le support des protocoles HTTP, FTP, Microsoft Media Services, RTSP, BitTorrent et eDonkey2000 (depuis la version 1.8.4).
Il est personnalisable par des skins.

## Caractéristiques
FlashGet s'intègre à des navigateurs web tels que Google Chrome, Internet Explorer, Opera, Netscape , Mozilla Firefox, Maxthon et SeaMonkey. Il permet de télécharger une séquence de fichiers et un fichier depuis plusieurs emplacements. Il peut également diviser les fichiers en sections et télécharger chaque section simultanément.

## Vie privée
Certaines anciennes version de FlashGet sont soupçonnées de contenir des adwares.[réf. nécessaire]
De plus, le fichier FGUpdate3.ini contient la liste des fichiers à télécharger à chaque démarrage (pour les mises à jour). Si un cracker venait à modifier ce fichier sur le serveur de développement, tous les logiciels issus de cette branche pourraient télécharger des malwares de manière complètement transparente.